# Kwilu tartomány
A Kwilu tartomány a Kongói Demokratikus Köztársaság 2005-ös alkotmánya által létrehozott közigazgatási egység. Az alkotmány 2009. február 18-án, 36 hónappal az alkotmányt elfogadó népszavazás után lépett hatályba. Az új alkotmány a jelenlegi Bandundu tartományt három részre osztja fel, melyeknek egyike Kwilu tartomány, Bandundu jelenlegi körzete. A tartomány az ország nyugati részében, a fővárosi körzettől keletre fekszik. Fővárosa Kikwit. A tartomány nemzeti nyelve a kikongo.

## Története
- 1962. augusztus 14., létrejön a Kwilu tartomány az egykori Léopoldville tartományból;
- 1964. január 18., a Kwilu tartomány igazgatását a központi kormány veszi át a Kongó délnyugati részében folyó lázongások miatt. Januártól a tartomány legnagyobb részét a lázadók irányítják;
- 1965. június,  a tartomány ismét a hivatalos kormány irányítása alá kerül;
- 1966. január 18. helyreállítják a tartományi kormányzatot;
- 1966. április 25. a tartományt a Kwango és a Mai-Ndombe tartományokkal egyesítve létrehozzák Bandundu tartományt; Kwilu Bandundu egy körzete lesz;
- 2009. február 18., az új alkotmány értelmében újra önálló tartomány lesz.

## A tartományi kormányok vezetői
Elnökök
- 1962. szeptember 8 - 1964. január 18.,  Norbert Leta
- 1964. január – 1964. november,  Pierre Mulele (főparancsnok és közigazgatási vezető)

Kormányzó
- 1966. január 18. – 1966. április 25., Henri-Désiré Takizala

## Területi felosztása
A tartomány körzetei az új alkotmány szerint:
- Bagata
- Bulungu-Kikwit
- Gungu
- Idiofa
- Masi-Manimba
- Bandundu